# Léon Werner Bovy

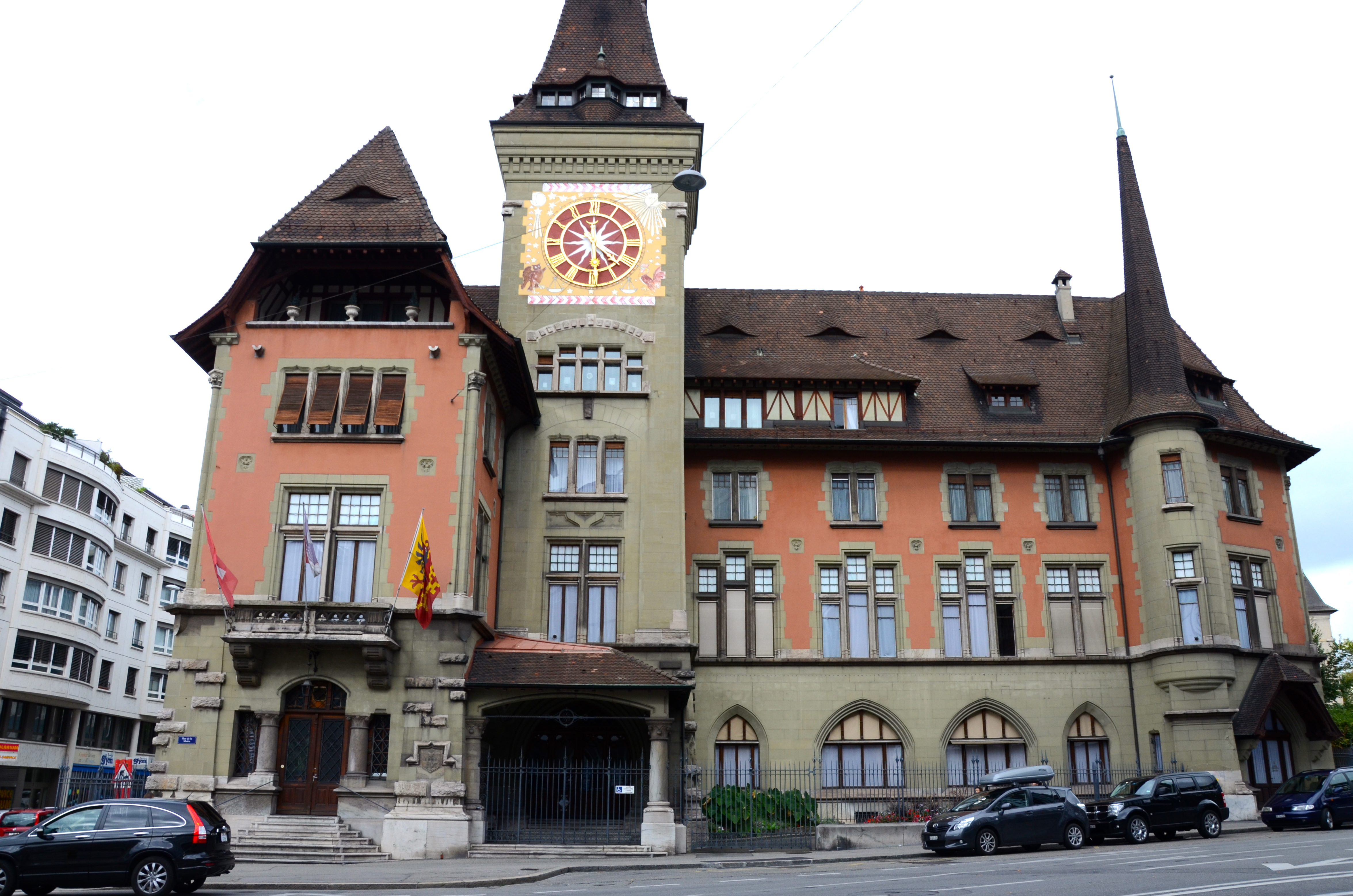
Das Gemeindehaus von Eaux-Vives, 1909

Léon Werner Bovy (* 19. Oktober 1863 in Genf; † 31. Januar 1950 ebenda) war ein Schweizer Architekt, Zeichner und Politiker.

## Ausbildung und Berufstätigkeit
Der Sohn eines Emailmalers und Stempelschneiders stammte aus einer ursprünglich waadtländischen Familie, bei der viele Verwandte in ähnlichen Berufen, auch Medailleuren, Graveuren, Malern tätig war. Bovy studierte, ohne dass darüber näheres bekannt ist, an der École des arts industriels sowie Zeichnen an der École des beaux arts bei Barthélemy Menn. Ab 1879 arbeitete er im Architekturbüro von Émile Reverdin. Seine eigene Architektentätigkeit beschränkt sich im Wesentlichen auf den Zeitraum von 1895 bis zum Ersten Weltkrieg, danach beschäftigte er sich zunehmend mit der Politik.
Sein architektonisches Hauptwerk ist wohl das Gemeindehaus von Eaux-Vives, ein Heimatstilbau von 1909, in dem schnell wachsenden, noblen Vorort Genfs. Das pittoreske Ensemble, das von einem Uhrturm beherrscht wird, beherbergt neben der Rathausfunktion weitere Geschäfts- und Dienstfunktionen wie das Post- und Telegrafenbüro, einen Automobilclub sowie in einem ganzen Gebäudeflügel Privatwohnungen. Neben einigen weiteren öffentlichen Bauten wie dem Schulhaus von Montchoisy, dem öffentlichen Lesesaal der Bibliothek und der Gewerbeschule sowie einigen geschäftlich genutzten Gebäuden wie z. B. dem Hôtel Touring-Balance errichtete Bovy vor allem und hauptsächlich Wohngebäude, von Arbeiterwohnungen bis Luxusappartements. Da er vielen Immobiliengesellschaften angehörte, baute er häufig auf Spekulationsgrund in den wachsenden Vororten wie Eaux-Vives und Plainpalais und errichtete dort nicht nur Einzelhäuser, sondern die Gebäudeensembles ganzer Blöcke.

## Zeitschriftenherausgeber, Standespolitik und Politik
Bovy war Gründer und Herausgeber einer Zeitschrift über die Genfer Kunst, Nos anciens et leurs œvres, recueil d’art genevois (dt. ‚Unsere Vorfahren und ihre Werke, Sammlung Genfer Kunst‘), die von 1901 bis 1920 erschien.
Bovy gehörte zahlreichen Vereinigungen an, etwa der Societé des Arts und der Societé pour l’Amelioration du Logement. 1897 bis 1928 war er Mitglied der Genfer Sektion des SIA.
Ab 1915 war er Mitglied des Gemeinderats von Plainpalais, 1918 wechselte er in dessen Exekutive. Ab 1922 Mitglied des Genfer Grossrats als Abgeordneter der Union de défense économique, war Bovy Mitbegründer der Union genevoise des interêts immobiliers und von 1930 bis 1938 deren Präsident.

## Werke (Auswahl)
- Rue de Vollandes, Wohnhäuser, Genf 1896–1900
- Rue du General Dufour 11, Wohnhaus, Genf 1898
- Avenue de la Grénade, Wohnhäuser, Genf 1900–1901
- Place Claparède, Wohnhäuser, Genf 1901
- Rue de Chêne, Wohnhäuser, Genf 1896–1900
- Avenue de Pictet-de-Rochemont, Wohnhäuser, Genf 1902–1903
- Avenue de la Gare-des-Eux-Vives, Wohnhäuser, Genf 1902–1904
- Boulevard Carl Vogt, Wohnhäuser, Genf 1904–1905
- Hôtel Touring-Balance, Hotel, Genf 1904–1905
- Gemeindehaus Eaux-Vives, Genf 1905–1909
- Boulevard de Tranchée et Rue d’Athenée, Wohnhäuser, Genf 1907
- Rue de Beaumont, Wohnhäuser, Genf 1907
- Rue Versonnex, Wohnhäuser, Genf 1907
- Boulevard de la Cluse, Wohnhäuser, Genf 1907
- Route de Florissant, Villen, Genf 1909–1910
- Rue de L’Ecole-de-Médecine, Wohnhäuser, Genf 1910
- Avenue de Pictet-de-Rochemont, Wohnhäuser, Genf 1910
- Route de Frontenex, Wohnhäuser, Genf 1912
- Route de Florissant, Wohnhäuser, Genf 1912, 1914
- Rue des Pâquis, Wohnhäuser, Genf 1930

## Belege
1. ↑  NN: Mairie des Eaux-Vives: erbaut von Léon Rovy, Architekt in Genf. In: Schweizerische Bauzeitung. Band 56, Nr. 3. Neuland-Verlag, 1910, S. 126 ff., doi:10.5169/seals-28762.
2. ↑  Zum Werk des Architekten siehe auch Gilles Barbey, Armand Brulhart, Georg Germann: Genève. In: Gesellschaft für Schweizerische Kunstgeschichte (Hrsg.): INSA Inventar der neueren Schweizer Architektur 1850–1920. Band 4. Orell Füssli, Zürich 1982, ISBN 3-280-01398-4, S. 249–403, doi:10.5169/seals-5496 (französisch, 155 S. 539 Abb., e-periodica.ch).

| Personendaten    | Personendaten       |
| ---------------- | ------------------- |
| NAME             | Bovy, Léon Werner   |
| KURZBESCHREIBUNG | Schweizer Architekt |
| GEBURTSDATUM     | 19. Oktober 1863    |
| GEBURTSORT       | Genf                |
| STERBEDATUM      | 31. Januar 1950     |
| STERBEORT        | Genf                |